# 山崎達光
山崎 達光（やまざき たつみつ、1934年11月30日 - 2020年12月6日 ）は、日本の経営者。ヱスビー食品社長、会長を務めた。

## 来歴・人物
東京都出身。1957年に早稲田大学商学部を卒業し、同年にヱスビー食品に入社した。1960年に取締役に就任し、1961年2月に常務、1974年5月に副社長を経て、1983年6月に社長に就任。1989年6月に会長に就任。
2020年12月6日に虚血性心不全のために死去。86歳没。